# Henrik Johan Nauckhoff
Henrik Johan Nauckhoff (* 13. Oktober 1744 in Kila socken, Södermanland; † 18. Februar 1818 in Stockholm) war ein schwedischer Freiherr und Marineoffizier, der während des 18. und frühen 19. Jahrhunderts diente. Er nahm an mehreren bedeutenden Seeschlachten teil und stieg bis zum Rang eines Admirals auf. Zudem war er in der schwedischen Marineführung aktiv und wurde 1813 in den Freiherrenstand erhoben.

## Biografie

### Frühe Karriere
Nauckhoff begann seine militärische Laufbahn als Freiwilliger beim Upplands-Regiment und wechselte später zur Marine, wo er 1764 als Arklimästare (Artilleriemeister) beim Seeartillerie-Korps eingesetzt wurde. Nach seiner Offiziersprüfung erhielt er die Erlaubnis, in der Handelsmarine zu dienen, und unternahm mehrere Reisen nach England, Spanien und Portugal. 1770 kehrte er zur schwedischen Marine zurück und diente auf verschiedenen Schiffen, darunter der Fregatte Jarramas und dem Linienschiff Prins Carl, mit dem er 1774 an einer Expedition nach Marokko teilnahm.

### Amerikanischer Unabhängigkeitskrieg
1778 trat Nauckhoff mit der Erlaubnis von König Gustav III. in den Dienst der französischen Marine und nahm am Amerikanischen Unabhängigkeitskrieg teil. Er diente auf mehreren französischen Kriegsschiffen und war in den Schlachten in der Biskaya und bei den Westindischen Inseln beteiligt. Besonders bekannt ist seine Teilnahme an der Schlacht bei Chesapeake Bay 1781, die maßgeblich zum Sieg der Franzosen und Amerikaner über die Briten bei Yorktown beitrug. Für seine Verdienste während des Krieges wurde er mit dem Pour les mérites militaires ausgezeichnet.

### Gustav III.'s Russischer Krieg
Nach dem Friedensschluss kehrte Nauckhoff 1783 nach Schweden zurück und nahm während des Gustav III.'s Russischen Krieges (1788–1790) an mehreren Seeschlachten teil. In der Schlacht bei Hogland 1788 befehligte er die Fregatte Minerva und übernahm nach dem Tod von Oberstleutnant Baltzar Horn das Kommando über das Linienschiff Wasa. Weitere bedeutende Einsätze folgten in der Schlacht bei Ölands Südspitze (1789) und bei Reval sowie während des Ausbruchs der schwedischen Flotte aus der Wyborg-Bucht 1790, bei dem Nauckhoff verwundet und in russische Kriegsgefangenschaft genommen wurde.

### Späteres Leben

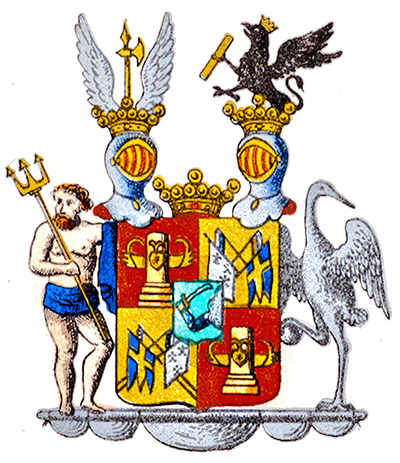
Wappen der Freiherrlichen Familie Nauckhoff

Nach dem Krieg erhielt Nauckhoff vor allem administrative Aufgaben und diente unter anderem als Vorsitzender der Konvoikommission. 1796 führte er eine dänisch-schwedische Flotte, um die Handelsschifffahrt während der Französischen Revolutionskriege zu schützen. Aufgrund seiner herausragenden Fähigkeiten wurde er 1797 zum Konteradmiral und 1809 zum Vizeadmiral befördert. 1813 wurde er von Karl XIII. in den Freiherrenstand erhoben und 1817 schließlich zum Admiral und Oberkommandanten der Flotte ernannt.

## Beförderungshistorie
- 14. Dezember 1761: Unteroffizier beim Upplands-Regiment
- Mai 1763: Konstapel beim Volontärregiment in Karlskrona
- August 1764: Arklimästare beim Seeartillerie
- Dezember 1767: Konstapel beim Seeartillerie
- Februar 1769: Leutnant
- Februar 1778: Kapitän
- Juni 1783: Major
- Juli 1788: Oberstleutnant
- Februar 1793: Oberst
- Januar 1797: Konteradmiral
- Juni 1809: Vizeadmiral
- August 1817: Admiral

## Privates
Nauckhoff war dreimal verheiratet. Aus seiner ersten Ehe mit Gräfin Magdalena Sofia Wrangel af Sauss ging der Sohn Johan Otto Nauckhoff hervor. Nach dem frühen Tod seiner Frau heiratete er Elsa Johanna von Schönfelt, mit der er jedoch keine Kinder hatte. Seine dritte Ehe mit Fredrika Christina Ehrenbill brachte ihm sieben Kinder.